# Ryu Seung-ryong
Ryu Seung-ryong (류승룡?, Ryu Seung-nyongLR; 29 novembre 1970) è un attore sudcoreano.

## Biografia
Nato nella contea di Seocheon, Ryu Seung-ryong inizia a recitare all'età di 15 anni in un musical teatrale. Nel 2004 debutta in ambito cinematografico con il film Aneun yeoja diretto da Jang Jin con cui in seguito realizza anche diverse altre pellicole. Nel 2008 approda sugli schermi televisivi con il serial Baram-ui hwa-won e l'anno successivo interpreta un ruolo comico in Chilgeup gongmuwon che gli conferisce una certa notorietà. Riprende un ruolo comico nel serial Kae-in-ui chwihyang (2010), nei panni di un divertente omosessuale, e nel 2013 è il protagonista di 7beonbang-ui seonmul che ottiene un enorme successo al botteghino diventando il terzo film più visto in Corea del Sud di tutti i tempi. Ryu Seung-ryong rinnova il successo di pubblico nel 2019 con la commedia Geukan jigeop che lo vede protagonista e che diventa il secondo film più visto nella storia del cinema sudcoreano.

## Filmografia

### Cinema
- Aneun yeoja, regia di Jang Jin (2004)
- Baksu-chiltae deonara, regia di Jang Jin (2005)
- Daseot gae ui shiseon, regia di Jang Jin, Jung Ji-woo, Kim Dong-won, Park Kyung-hee e Ryoo Seung-wan (2006)
- Geo-rook-han-ge-bo, regia di Jang Jin (2006)
- Yeolhyeol-nama, regia di Lee Jeong-beom (2006)
- Beyond the Years - Al di là del tempo (Chun nyun hack), regia di Im Kwon-taek (2007)
- Hwang Jin-yi, regia di Chang Yoon-hyun (2007)
- Yeolhanbeonjjae eomma, regia di Kim Jin-sung (2007)
- Nae sarang, regia di Lee Han (2007)
- Chilgeup gongmuwon, regia di Shin Tae-ra (2009)
- Bulshinjiok, regia di Lee Yong-ju (2009)
- Good Morning President (Gutmoning peurejideonteu), regia di Jang Jin (2009)
- Sikeurit, regia di Yoon Jae-goo (2009)
- Be-seu-teu-sel-leo, regia di Lee Jeong-ho (2010)
- Goo-reu-meul beo-eo-nan dal-cheo-reom, regia di Lee Joon-ik (2010)
- Quiz wang, regia di Jang Jin (2010)
- Doenjang, regia di Lee Suh-goon (2010)
- Pyeong-yang-seong, regia di Lee Joon-ik (2011)
- A-i-deul..., regia di Lee Kyu-man (2011)
- L'ultima battaglia - The Front Line (Go-ji-jeon), regia di Jang Hoon (2011)
- Choi-jong-byeong-gi hwal, regia di Kim Han-min (2011)
- Nae anae-ui modeun geot, regia di Min Kyu-dong (2012)
- Masquerade (Gwang-hae, wang-i doin nam-ja), regia di Choo Chang-min (2012)
- 7beonbang-ui seonmul, regia di Lee Hwan-kyung (2013)
- Pyojeok, regia di Yoon Hong-seung (2014)
- L'impero e la gloria - Roaring Currents (Myeong-ryang), regia di Kim Han-min (2014)
- Sonnim, regia di Kim Gwang-tae (2015)
- Dorihwaga, regia di Lee Jong-pil (2015)
- Seoul Station (Seoulyeok), regia di Yeon Sang-ho (2016)
- Yeom-lyeok, regia di Yeon Sang-ho (2018)
- 7 Nyeon-eui bam, regia di Choo Chang-min (2018)
- Geukan jigeop, regia di Lee Byeong-heon (2019)

### Televisione
- Joseon Gwahak Soosadae Byul Soon Geom – miniserie TV (2007)
- U-Turn – miniserie TV (2008)
- Baram-ui hwa-won – serie TV, 20 episodi (2008)
- Iris (Ailiseu) – serie TV, episodi 1x18-1x19-1x20 (2009)
- Kae-in-ui chwihyang – serie TV (2010)
- Kingdom – serie TV, 10 episodi (2019-2020)
- Jirisan (지리산?) – serie TV, episodio 1 (2021)
- Una pessima madre ideale (나쁜엄마?, Nappeun eommaLR) – serie TV (2023) – cameo
- Moving (무빙?, MubingLR) – serie TV (2023)
- Chicken Nugget (닭강정?, DakgangjeongLR) – serie TV (2024)

## Riconoscimenti
- Premio Daejong
  - 2011: Candidatura a Miglior attore non protagonista (L'ultima battaglia - The Front Line)
  - 2012: Miglior attore non protagonista (Masquerade)
  - 2012: Candidatura a Miglior attore non protagonista (Nae anae-ui modeun geot)
  - 2013: Miglior attore (7beonbang-ui seonmul)

- Blue Dragon Award
  - 2011: Miglior attore non protagonista (Choi-jong-byeong-gi hwal)
  - 2012: Miglior attore non protagonista (Nae anae-ui modeun geot)
  - 2013: Candidatura a Miglior attore (7beonbang-ui seonmul)
  - 2019: Candidatura a Miglior attore (Geukan jigeop)

- Buil Film Awards
  - 2012: Candidatura a Miglior attore non protagonista (Nae anae-ui modeun geot)
  - 2013: Miglior attore non protagonista (Masquerade)

- Baeksang Arts Award
  - 2013: Gran premio (7beonbang-ui seonmul)
  - 2013: Candidatura a Miglior attore (7beonbang-ui seonmul) e a Miglior attore non protagonista (Nae anae-ui modeun geot)
  - 2019: Candidatura a Miglior attore (Geukan jigeop)

- KOFRA Film Awards
  - 2013: Candidatura a Miglior attore non protagonista (Nae anae-ui modeun geot)

- Korean Film Actor's Association Awards
  - 2013: Premio Top Star (7beonbang-ui seonmul)

- Chunsa Film Art Awards 
  - 2019: Candidatura a Miglior attore (Geukan jigeop)